# Bój pod Stepankowicami
Bój pod Stepankowicami – walki polskiego 15 pułku piechoty  z oddziałami sowieckiej 7 Dywizji Strzelców i 1 Armii Konnej Siemiona Budionnego w czasie ofensywy jesiennej wojsk polskich w okresie wojny polsko-bolszewickiej.

## Sytuacja ogólna
Realizując w drugiej połowie sierpnia 1920 operację warszawską, wojska polskie powstrzymały armie Frontu Zachodniego Michaiła Tuchaczewskiego. 1 Armia gen. Franciszka Latinika zatrzymała sowieckie natarcie na przedmościu warszawskim, 5 Armia gen. Władysława Sikorskiego podjęła działania ofensywne nad Wkrą, a ostateczny cios sowieckim armiom zadał marszałek Józef Piłsudski, wyprowadzając uderzenie znad Wieprza. Zmieniło to radykalnie losy wojny. Od tego momentu Wojsko Polskie było w permanentnej ofensywie.
Po wielkiej bitwie nad Wisłą północny odcinek frontu polsko-sowieckiego zatrzymał się na zachód od linii Niemen – Szczara. Na froncie panował względny spokój, a obie strony reorganizowały swoje oddziały. Wojska Frontu Zachodniego odtworzyły ciągłą linię frontu już 27 sierpnia. Obsadziły one rubież Dąbrówka – Odelsk – Krynki – Grodno – Grodek Kamieniec Litewski. Stąd Tuchaczewski zamierzał w przeprowadzić koncentryczne natarcie na Białystok i Brześć, by dalej ruszyć na Lublin. Uderzenie pomocnicze na południu miała wykonać między innymi 1 Armia Konna Siemiona Budionnego.
Reorganizując siły, Naczelne Dowództwo Wojska Polskiego zlikwidowało dowództwa frontów i rozformowało 1. i 5. Armię. Na froncie przeciwsowieckim rozwinięte zostały 2., 3., 4. i 6. Armie.
Gdy na północy rozgrywała się wielka bitwa nad Wisłą, na południu 3. i 6 Armia prowadziły w dalszym ciągu ciężkie walki w obronie Lwowa, nad Bugiem i Gniłą Lipą.
Po zwycięskich walkach z 1 Armią Konną pod Zamościem i Komarowem polskie Naczelne Dowództwo zaczęło na południowym odcinku frontu przygotowania do oswobodzenia Galicji Wschodniej i Wołynia. Przed przystąpieniem do działań zaczepnych postanowiono podjąć siłami 3 Armii jeszcze jedną próbę rozbicia sowieckiej 1 Armii Konnej. 5 września koncentryczne natarcie na Hrubieszów rozpoczęły główne siły 3 Armii: od południowego zachodu uderzyła 13 Dywizja Piechoty i 1 Dywizja Jazdy, od zachodu 2 Dywizja Piechoty Legionów, a od północy 9 Dywizja Piechoty.

## Walki pod Stepankowicami
XVII Brygada Piechoty ppłk. Romualda Wolikowskiego w składzie 15. i 22 pułki piechoty otrzymała zadanie uderzenia na Stepankowice i Ubrodowice.
5 września 15 pułk piechoty mjr. Bolesława Zaleskiego wymaszerował z Raciborowic i ruszył na Stepankowice i Kopyłów. W tym czasie 22 pułk piechoty uwikłał się w walki z sowiecką kawalerią pod Teratynem. Przed 10.00 na wzgórzach pod Kułakowicami zauważono oddziały sowieckiej 7 Dywizji Strzelców, które ubezpieczały północne skrzydło 1 Armii Konnej Siemiona Budionnego. Idący w awangardzie III batalion por. Kazimierza Kiwały meldował o silnych oddziałach kawalerii ukrytych za wzgórzami.
Dowódca pułku mjr Zaleski postanowił wykorzystać element zaskoczenia i nie czekając na spóźniający się 22 pułk piechoty uderzyć na wroga. II batalion i część III batalionu uderzyły na wzgórza pod Kułakowicami, a dwie kolejne kompanie III batalionu na Stepankowice. Po dwugodzinnym ciężkim boju Polacy opanowali wzgórza i Kułakowice. 
W południe zdobyto Stepankowice i Ubrodowice, a godzinę później prawe skrzydło III batalionu zajęło wieś Moniatycze.
Mimo odniesionych sukcesów, brak współdziałania 15 pułku piechoty z 22 pułkiem piechoty spowodował, że  prawe skrzydło pułku mjr. Zaleskiego pozostało odsłonięte. 
Wykorzystała to kawaleria Budionnego i około 15.00 uderzyła na nieosłonięte skrzydło 15 pułku piechoty.
Pułk zorganizował obronę okrężną, a żołnierze granatami i bagnetami odpierali ciągle ponawiane szarże. Szczególnie zaciekłe walki rozgorzały pod Moniatyczami. 
Spoza  wzgórza, w kierunku na Stepankowice, zaatakował pułk sowieckiej kawalerii. W tym czasie we wsi stacjonowało dowództwo 15 pp i obie baterie 9 pułku artylerii polowej. 
Będący na punkcie obserwacyjnym, zainstalowanym na drzewie, dowódca 1 baterii ppor. Zenon Staszek zaalarmował zarówno rzut ogniowy baterii jak i stojące w obronie pododdziały piechoty.
Kompania techniczna pułku i 4 kompania ckm, wzmocnione przez taborytów, łączników i ordynansów, zajęły stanowiska na skraju wsi. Artylerzyści otworzyli ogień „na wprost” do szarżującej kawalerii.
Celny ogień z broni strzeleckiej i artylerii załamał atak kozaków.
Wykorzystały to polskie kompanie i na własną rękę zaczęły organizować kontrataki. Jazda Budionnego przystąpiła do odwrotu.

## Bilans walk
Zwycięstwo pod Stepankowicami polskie pododdziały przypłaciły stratą 21 poległych i 87 rannych. Na polu bitwy znaleziono około trzystu poległych i ciężko rannych czerwonoarmistów, wśród nich dowódcę pułku kawalerii.
Dzień zwycięstwa pod Stepankowicami był obchodzony jako święto 15 pułku piechoty. Wśród żołnierzy 15 pp odznaczonych Orderem Virtuti Militari za bohaterskie czyny w czasie bitwy pod Stepankowicami byli m.in. porucznik Ludwik Dujanowicz i szeregowiec Aleksander Kacprzyk.